# 後藤舜吉
後藤 舜吉（ごとう しゅんきち、1934年9月21日 - 2022年8月16日）は、日本の実業家。チッソ代表取締役社長、同取締役会長、JNC代表取締役会長などを歴任した。

## 来歴・人物
岐阜県出身。東京大学法学部卒業。1957年（昭和32年）4月、チッソに就職。1979年（昭和54年）6月、取締役に就任。
1993年（平成5年）6月、代表取締役社長に就任。2003年（平成15年）6月、取締役会長に就任。
2011年（平成23年）1月12日、チッソは、水俣病補償業務以外の事業を行う子会社、JNC株式会社を設立。後藤は同社の代表取締役会長に就任した。同年6月、同社の取締役最高顧問に就任。
2013年（平成25年）7月13日放映の『戦後史証言プロジェクト 日本人は何をめざしてきたのか 第2回 水俣 戦後復興から公害へ』（Eテレ）に出演。番組ディレクターの「初期に水俣病の原因が廃液にあるとわかっていながら、チッソは操業を止めなかったのか」との質問に対し、「わが社が生産しなくなれば客先が困る。サプライチェーンの問題もある。絶対に止められなかったといえば、そんなこともないと思うが、それで大丈夫という判断だったと思う」と答えた。
2017年（平成29年）5月12日、チッソは取締役会を開き、後藤の社長復帰を内定した。このニュースは水俣病関係者の間にすぐに広まり、翌5月13日付の毎日新聞は、水俣病被害者互助会事務局長の「また戻ってくるというのは普通ではない」「加害企業を消滅させる分社化計画を進める意図だろうが、水俣病の責任逃れをすることは許されない」とのコメントを報じた。同年6月29日、チッソ社長に就任。
2018年（平成30年）5月1日、水俣病犠牲者慰霊式が水俣市で開催。式後、後藤は取材に応じ、水俣病被害者救済法に盛り込まれたJNC株売却要件の一つである「救済の終了」について「異論はあるかもしれないが、私としては救済は終わっている」と述べた。現在も患者認定を求める人がおり、訴訟も続いていることから、後藤の発言に対し、患者・被害者団体から「加害企業としてあるまじきことだ」と批判の声が上がった。患者団体などでつくる「水俣病被害者・支援者連絡会」が発言撤回と辞任を求めると、同年5月18日、後藤は発言を撤回した。水俣市のチッソ水俣本部で、同社事務部長が連絡会副代表らに対し、発言撤回の文書を読み上げた。辞任要求については、事務部長が「社長は責任を全うするために続ける」と応じない方針を口頭で伝えた。
同年12月21日、取締役会に社長辞任を申し出て、同日、受理された。
2022年8月16日、脳幹梗塞のため、死去。87歳没。訃報は2023年2月18日に公表された。